# Лі Дон Ґук
Лі Дон Ґук (кор. 이동국; нар. 29 квітня 1979, Пхохан, Південна Корея) — південнокорейський футболіст, нападник клубу «Чонбук Хьонде Моторс». Виступав за національну збірну Південної Кореї.

## Клубна кар'єра
У дорослому футболі дебютував 1998 року виступами за команду клубу «Пхохан Стілерс», в якій провів два сезони, взявши участь у 51 матчі чемпіонату. 
Своєю грою за цю команду привернув увагу представників тренерського штабу клубу «Вердер», до складу якого приєднався 2000 року на правах оренди. Відіграв за бременський клуб наступний сезон своєї ігрової кар'єри.
Протягом 2001—2002 років повернувся до «Пхохан Стілерс».
2002 року уклав орендний контракт з клубом «Санджу Санму», у складі якого провів наступні три роки своєї кар'єри гравця.  Більшість часу, проведеного у складі «Санджу Санму», був основним гравцем атакувальної ланки команди.
Протягом 2005—2006 років повернувся до «Пхохан Стілерс». З 2006 року два сезони захищав кольори команди клубу «Мідлсбро». Протягом 2008 року грав за «Соннам Ільхва Чхонма».
До складу клубу «Чонбук Хьонде Моторс» приєднався 2009 року.

## Виступи за збірні
Протягом 1999–2000 років залучався до складу молодіжної збірної Південної Кореї. На молодіжному рівні зіграв у 40 офіційних матчах, забив 28 голів.
1998 року дебютував в офіційних матчах у складі національної збірної Південної Кореї. Наразі провів у формі головної команди країни 103 матчі, забивши 33 голи.
У складі збірної був учасником чемпіонату світу 1998 року у Франції, розіграшу Золотого кубка КОНКАКАФ 2000 року у США, кубка Азії з футболу 2000 року у Лівані, на якому команда здобула бронзові нагороди, розіграшу Золотого кубка КОНКАКАФ 2002 року у США, кубка Азії з футболу 2004 року у Китаї, кубка Азії з футболу 2007 року у чотирьох країнах відразу, на якому команда здобула бронзові нагороди, чемпіонату світу 2010 року у ПАР.
| Дата       | Місто               | Господарі         | Результат             | Гості                | Турнір                                   | Голи | Примітки |
| ---------- | ------------------- | ----------------- | --------------------- | -------------------- | ---------------------------------------- | ---- | -------- |
| 19-5-1998  | Сеул                | Південна Корея    | 0 – 0                 | Ямайка               | товариський матч                         | -    | 79'      |
| 20-6-1998  | Марсель             | Нідерланди        | 5 – 0                 | Південна Корея       | ЧС 1998 - 1-й етап                       | -    | 77'      |
| 22-11-1998 | Шанхай              | КНР               | 0 – 0                 | Південна Корея       | Щорічний матч Корея-Японія               | -    | 63'      |
| 2-12-1998  | Накхонсаван         | Південна Корея    | 2 – 3                 | Туркменістан         | Азійські ігри 1998                       | -    | 46'      |
| 4-12-1998  | Накхонсаван         | В'єтнам           | 0 – 4                 | Південна Корея       | Азійські ігри 1998                       | -    | 52' 83'  |
| 7-12-1998  | Бангкок             | Південна Корея    | 2 – 0                 | Японія               | Азійські ігри 1998                       | -    |          |
| 9-12-1998  | Бангкок             | ОАЕ               | 1 – 2                 | Південна Корея       | Азійські ігри 1998                       | -    | 55'      |
| 11-12-1998 | Бангкок             | Південна Корея    | 1 – 0                 | Кувейт               | Азійські ігри 1998                       | -    | 54'      |
| 14-12-1998 | Бангкок             | Таїланд           | 2 – 1                 | Південна Корея       | Азійські ігри 1998                       | -    | 74'      |
| 17-2-2000  | Лос-Анджелес        | Південна Корея    | 2 – 2                 | Коста-Рика           | Кубок КОНКАКАФ 2000 - 1-й етап           | 1    |          |
| 28-7-2000  | Пекін               | КНР               | 0 – 1                 | Південна Корея       | Щорічний матч Корея-Японія               | -    | 46'      |
| 4-10-2000  | Абу-Дабі            | ОАЕ               | 1 – 1 д.ч. (3-2 п.п.) | Південна Корея       | Кубок LG                                 | -    |          |
| 7-10-2000  | Абу-Дабі            | Південна Корея    | 4 – 2                 | Австралія            | Кубок LG                                 | 1    | 46'      |
| 13-10-2000 | Триполі             | Південна Корея    | 2 – 2                 | КНР                  | Кубок Азії 2000 - 1-й етап               | -    | 68'      |
| 17-10-2000 | Триполі (Ліван)     | Південна Корея    | 0 – 1                 | Кувейт               | Кубок Азії 2000 - 1-й етап               | -    |          |
| 19-10-2000 | Триполі (Ліван)     | Південна Корея    | 3 – 0                 | Індонезія            | Кубок Азії 2000 - 1-й етап               | 3    |          |
| 23-10-2000 | Триполі (Ліван)     | Іран              | 1 – 2                 | Південна Корея       | Кубок Азії 2000 - чвертьфінал            | 1    | 75'      |
| 26-10-2000 | Бейрут              | Південна Корея    | 1 – 2                 | Саудівська Аравія    | Кубок Азії 2000 - півфінал               | 1    |          |
| 29-10-2000 | Бейрут              | КНР               | 0 – 1                 | Південна Корея       | Кубок Азії 2000 - гра за третє місце     | 1    |          |
| 24-4-2001  | Каїр                | Південна Корея    | 1 – 0                 | Іран                 | Кубок LG                                 | -    | 81'      |
| 15-8-2001  | Брно                | Чехія             | 5 – 0                 | Південна Корея       | товариський матч                         | -    | 65'      |
| 13-9-2001  | Теджон              | Південна Корея    | 2 – 2                 | Нігерія              | товариський матч                         | -    | 68'      |
| 16-9-2001  | Пусан               | Південна Корея    | 2 – 1                 | Нігерія              | товариський матч                         | 1    |          |
| 8-11-2001  | Чонджу              | Південна Корея    | 0 – 1                 | Сенегал              | товариський матч                         | -    | 61'      |
| 10-11-2001 | Сеул                | Південна Корея    | 2 – 0                 | Хорватія             | товариський матч                         | -    | 88'      |
| 27-1-2002  | Пасадена            | Мексика           | 0 – 0 д.ч. (2-4 п.п.) | Південна Корея       | Кубок КОНКАКАФ 2002 - чвертьфінал        | -    | 73'      |
| 30-1-2002  | Пасадена            | Коста-Рика        | 3 – 1                 | Південна Корея       | Кубок КОНКАКАФ 2002 - півфінал           | -    | 54'      |
| 2-2-2002   | Пасадена            | Південна Корея    | 1 – 2                 | Канада               | Кубок КОНКАКАФ 2002 - гра за третє місце | -    | 60'      |
| 13-2-2002  | Монтевідео          | Уругвай           | 2 – 1                 | Південна Корея       | товариський матч                         | -    |          |
| 13-3-2002  | Туніс (місто)       | Туніс             | 0 – 0                 | Південна Корея       | товариський матч                         | -    | 45'      |
| 16-4-2003  | Сеул                | Південна Корея    | 0 – 1                 | Японія               | товариський матч                         | -    | 65'      |
| 10-7-2004  | Кванджу             | Південна Корея    | 2 – 0                 | Бахрейн              | товариський матч                         | 1    |          |
| 14-7-2004  | Сеул                | Південна Корея    | 1 – 1                 | Тринідад і Тобаго    | товариський матч                         | -    | 74'      |
| 19-7-2004  | Цзінань             | Південна Корея    | 0 – 0                 | Йорданія             | Кубок Азії 2004 - 1-й етап               | -    |          |
| 23-7-2004  | Цзінань             | ОАЕ               | 0 – 2                 | Південна Корея       | Кубок Азії 2004 - 1-й етап               | 1    | 77'      |
| 27-7-2004  | Цзінань             | Південна Корея    | 4 – 0                 | Кувейт               | Кубок Азії 2004 - 1-й етап               | 2    | 64'      |
| 31-7-2004  | Цзінань             | Південна Корея    | 3 – 4                 | Іран                 | Кубок Азії 2004 - чвертьфінал            | 1    | 93'      |
| 8-9-2004   | Хошимін             | В'єтнам           | 1 – 2                 | Південна Корея       | Відбір до ЧС 2006                        | 1    | 73'      |
| 13-10-2004 | Бейрут              | Ліван             | 1 – 1                 | Південна Корея       | Відбір до ЧС 2006                        | -    | 46'      |
| 17-11-2004 | Сеул                | Південна Корея    | 2 – 0                 | Мальдіви             | Відбір до ЧС 2006                        | 1    |          |
| 19-12-2004 | Пусан               | Південна Корея    | 3 – 1                 | Німеччина            | товариський матч                         | 1    | 81'      |
| 15-1-2005  | Лос-Анджелес        | Колумбія          | 2 – 1                 | Південна Корея       | товариський матч                         | -    | 46'      |
| 19-1-2005  | Лос-Анджелес        | Парагвай          | 1 – 1                 | Південна Корея       | товариський матч                         | -    |          |
| 22-1-2005  | Карсон              | Швеція            | 1 – 1                 | Південна Корея       | товариський матч                         | -    | 77'      |
| 4-2-2005   | Сеул                | Південна Корея    | 0 – 1                 | Єгипет               | товариський матч                         | -    | 46'      |
| 9-2-2005   | Сеул                | Південна Корея    | 2 – 0                 | Кувейт               | Відбір до ЧС 2006                        | 1    |          |
| 25-3-2005  | Ед-Даммам           | Саудівська Аравія | 2 – 0                 | Південна Корея       | Відбір до ЧС 2006                        | -    |          |
| 30-3-2005  | Сеул                | Південна Корея    | 2 – 1                 | Узбекистан           | Відбір до ЧС 2006                        | 1    | 75'      |
| 3-6-2005   | Ташкент             | Узбекистан        | 1 – 1                 | Південна Корея       | Відбір до ЧС 2006                        | -    | 52'      |
| 8-6-2005   | Ель-Кувейт          | Кувейт            | 0 – 4                 | Південна Корея       | Відбір до ЧС 2006                        | 1    | 79'      |
| 31-7-2005  | Теджон              | Південна Корея    | 1 – 1                 | КНР                  | Кубок Східної Азії 2003                  | -    |          |
| 7-8-2005   | Чонджу              | Південна Корея    | 0 – 0                 | Північна Корея       | Кубок Східної Азії 2003                  | -    |          |
| 10-8-2005  | Тегу                | Південна Корея    | 0 – 1                 | Японія               | Кубок Східної Азії 2003                  | -    |          |
| 12-10-2005 | Сеул                | Південна Корея    | 2 – 0                 | Іран                 | товариський матч                         | -    | 82'      |
| 16-11-2005 | Сеул                | Південна Корея    | 2 – 0                 | Сербія та Чорногорія | товариський матч                         | 1    | 70'      |
| 18-1-2006  | Дубай (місто)       | ОАЕ               | 1 – 0                 | Південна Корея       | товариський матч                         | -    | 71'      |
| 21-1-2006  | Ер-Ріяд             | Греція            | 1 – 1                 | Південна Корея       | Кубок LG                                 | -    | 73'      |
| 25-1-2006  | Ер-Ріяд             | Фінляндія         | 0 – 1                 | Південна Корея       | Кубок LG                                 | -    | 73'      |
| 29-1-2006  | Гонконг             | Південна Корея    | 2 – 0                 | Хорватія             | Кубок Carlsberg                          | -    |          |
| 1-2-2006   | Гонконг             | Південна Корея    | 1 – 3                 | Данія                | Кубок Carlsberg                          | -    | 75'      |
| 11-2-2006  | Окленд (Каліфорнія) | Південна Корея    | 2 – 0                 | Коста-Рика           | товариський матч                         | -    | 74'      |
| 15-2-2006  | Лос-Анджелес        | Мексика           | 0 – 1                 | Південна Корея       | товариський матч                         | 1    | 78'      |
| 22-2-2006  | Алеппо              | Сирія             | 1 – 2                 | Південна Корея       | Відбір до Кубка Азії 2007                | -    | 65'      |
| 1-3-2006   | Сеул                | Південна Корея    | 1 – 0                 | Ангола               | товариський матч                         | -    | 87'      |
| 29-6-2007  | Чеджу               | Південна Корея    | 1 – 0                 | Ірак                 | товариський матч                         | -    | 46'      |
| 5-7-2007   | Сеул                | Південна Корея    | 2 – 1                 | Узбекистан           | товариський матч                         | -    | 46'      |
| 11-7-2007  | Джакарта            | Південна Корея    | 1 – 1                 | Саудівська Аравія    | Кубок Азії 2007 - 1-й етап               | -    | 81'      |
| 15-7-2007  | Джакарта            | Бахрейн           | 2 – 1                 | Південна Корея       | Кубок Азії 2007 - 1-й етап               | -    | 66'      |
| 18-7-2007  | Джакарта            | Індонезія         | 0 – 1                 | Південна Корея       | Кубок Азії 2007 - 1-й етап               | -    | 88'      |
| 22-7-2007  | Куала-Лумпур        | Південна Корея    | 0 – 0 д.ч. (2-4 п.п.) | Іран                 | Кубок Азії 2007 - чвертьфінал            | -    | 46'      |
| 25-7-2007  | Куала-Лумпур        | Ірак              | 0 – 0 д.ч. (4-3 п.п.) | Південна Корея       | Кубок Азії 2007 - півфінал               | -    | 87'      |
| 12-8-2009  | Сеул                | Південна Корея    | 1 – 0                 | Парагвай             | товариський матч                         | -    | 46'      |
| 5-9-2009   | Сеул                | Південна Корея    | 3 – 1                 | Австралія            | товариський матч                         | -    | 46'      |
| 14-11-2009 | Есб'єрг             | Данія             | 0 – 0                 | Південна Корея       | товариський матч                         | -    | 46'      |
| 18-11-2009 | Лондон              | Південна Корея    | 0 – 1                 | Сербія               | товариський матч                         | -    | 60'      |
| 9-1-2010   | Йоганнесбург        | Замбія            | 4 – 2                 | Південна Корея       | товариський матч                         | -    | 46'      |
| 18-1-2010  | Малага              | Фінляндія         | 0 – 2                 | Південна Корея       | товариський матч                         | -    |          |
| 22-1-2010  | Малага              | Латвія            | 0 – 1                 | Південна Корея       | товариський матч                         | -    | 61'      |
| 7-2-2010   | Токіо               | Південна Корея    | 5 – 0                 | Гонконг              | Кубок Східної Азії 2010                  | 1    | 72'      |
| 10-2-2010  | Токіо               | Південна Корея    | 1 – 3                 | КНР                  | Кубок Східної Азії 2010                  | -    |          |
| 14-2-2010  | Токіо               | Японія            | 1 – 3                 | Південна Корея       | Кубок Східної Азії 2010                  | 1    | 62'      |
| 3-3-2010   | Лондон              | Кот-д'Івуар       | 0 – 2                 | Південна Корея       | товариський матч                         | 1    | 46'      |
| 16-5-2010  | Сеул                | Південна Корея    | 2 – 0                 | Еквадор              | товариський матч                         | -    | 66'      |
| 17-6-2010  | Йоганнесбург        | Аргентина         | 4 – 1                 | Південна Корея       | ЧС 2010 - 1-й етап                       | -    | 81'      |
| 26-6-2010  | Порт-Елізабет       | Уругвай           | 2 – 1                 | Південна Корея       | ЧС 2010 - 1/8 фіналу                     | -    | 61'      |
| 11-10-2011 | Сеул                | Південна Корея    | 2 – 1                 | ОАЕ                  | Відбір до ЧС 2014                        | -    | 79'      |
| 25-2-2012  | Чонджу              | Південна Корея    | 4 – 2                 | Узбекистан           | товариський матч                         | 2    | 57'      |
| 29-2-2012  | Сеул                | Південна Корея    | 2 – 0                 | Кувейт               | Відбір до ЧС 2014                        | 1    |          |
| 30-5-2012  | Берн                | Іспанія           | 4 – 1                 | Південна Корея       | товариський матч                         | -    | 59'      |
| 8-6-2012   | Доха                | Катар             | 1 – 4                 | Південна Корея       | Відбір до ЧС 2014                        | -    | 75'      |
| 12-6-2012  | Коян                | Південна Корея    | 3 – 0                 | Ліван                | Відбір до ЧС 2014                        | -    |          |
| 15-8-2012  | Аньян (Китай)       | Південна Корея    | 2 – 1                 | Замбія               | товариський матч                         | -    |          |
| 11-9-2012  | Ташкент             | Узбекистан        | 2 – 2                 | Південна Корея       | Відбір до ЧС 2014                        | 1    |          |
| 14-11-2012 | Хвасон              | Південна Корея    | 1 – 2                 | Австралія            | товариський матч                         | 1    |          |
| 6-2-2013   | Лондон              | Хорватія          | 4 – 0                 | Південна Корея       | товариський матч                         | -    | 46'      |
| 26-3-2013  | Сеул                | Південна Корея    | 2 – 1                 | Катар                | Відбір до ЧС 2014                        | -    | 53'      |
| 4-6-2013   | Бейрут              | Ліван             | 1 – 1                 | Південна Корея       | Відбір до ЧС 2014                        | -    |          |
| 11-6-2013  | Сеул                | Південна Корея    | 1 – 0                 | Узбекистан           | Відбір до ЧС 2014                        | -    | 64'      |
| 18-6-2013  | Ульсан              | Південна Корея    | 0 – 1                 | Іран                 | Відбір до ЧС 2014                        | -    |          |
| 5-9-2014   | Пучхон              | Південна Корея    | 3 – 1                 | Венесуела            | товариський матч                         | 2    | 57' 78'  |
| 8-9-2014   | Коян                | Південна Корея    | 0 – 1                 | Уругвай              | товариський матч                         | -    | 70'      |
| 10-10-2014 | Чхонан              | Південна Корея    | 2 – 0                 | Парагвай             | товариський матч                         | -    | 60'      |
| 14-10-2014 | Сеул                | Південна Корея    | 1 – 3                 | Коста-Рика           | товариський матч                         | 1    |          |
| Усього     |                     | Матчів            | 103                   |                      | Голів                                    | 33   |          |

## Титули і досягнення
- Переможець Юнацького (U-19) кубка Азії: 1998
- Бронзовий призер Азійських ігор: 2002
- Бронзовий призер Кубка Азії: 2000, 2007